# Мікроплатіж
Мікроплатежі (англ. Micropayments) або мікротрансакції (англ. Microtransaction) — це популярна бізнес-модель розповсюдження завантажуваного вмісту або доступу до надаваних послуг за невеликими цінами (зазвичай у межах 10 доларів США).
Така модель особливо поширена в різних іграх жанру MMORPG і часто замінює собою оплату повного придбання гри шляхом підписування на отримання нового вмісту.
Також подібна модель оплати застосовується для розширених послуг у мережах стільникового зв'язку (мелодії, зображення, програми для мобільних телефонів і комунікаторів).
Невисокий розмір оплати знижує у потенційного покупця психологічний бар'єр перед придбанням.

## Історія
Цей термін придумав Тед Нельсон задовго до винаходу Всесвітньої павутини. Спочатку він був задуманий як спосіб виплати винагороди різним власникам авторських прав на складний твір. Мікроплатежі в Інтернеті спочатку були розроблені як спосіб продажу онлайн-контенту і як спосіб оплати дуже дешевих мережевих послуг. Передбачалося, що вони включатимуть невеликі частки цента, від 0,0001 до декількох центів. Мікроплатежі дозволили б людям продавати контент в Інтернеті і стали б альтернативою доходам від реклами. Наприкінці 1990-х років з'явився рух за створення стандартів мікротранзакцій, і Консорціум Всесвітньої павутини (W3C) працював над включенням мікроплатежів у HTML, навіть запропонувавши вбудовувати інформацію про платіжні запити в коди помилок HTTP. Згодом W3C припинив свої зусилля в цій сфері, і мікроплатежі не стали широко використовуваним методом продажу контенту в Інтернеті.